# Stalking Elk
Stalking Elk er et album fra 2006 af det danske jazzband, Kamikaze. Albummet er udgivet på indieselskabet Reverse Records.

## Skæringer
- Stalking elk
- Shattered glass
- Palace
- Midnight pink
- Drop dead ocean
- A place called logic